# Hipstamatic

Braniborská brána

Hipstamatic je aplikace digitální fotografie pro Apple iPhone. Využívá fotoaparát iPhone tak, aby uživatel mohl snímat čtvercové fotografie, na které může aplikovat řadu softwarových filtrů, aby fotografie vypadaly, jako by byly pořízeny historickým fotoaparátem. Uživatel si může vybrat z množství efektů, které jsou uvedeny v nabídce jako objektivy, filmy a blesky. Některé z nich jsou součástí aplikace, zatímco jiné je třeba dokoupit zvlášť.
Hipstamatic je součástí retro trendu ve fotografii, která zaznamenala nárůst popularity levných a technicky zastaralých klasických fotoaparátů kamery (např. lomografie nebo instantní fotoaparáty Polaroid), stejně jako softwarové filtry a software pro smartphone, které takové kamery dokáží napodobit. Mezi další podobné fotografické aplikace patří například CameraBag nebo Instagram. Stejně jako Hipstamatic často obsahují funkce pro sociální sítě, které usnadňují výměnu fotografií přes internet.

## Historie

### Fotoaparát "Hipstamatic 100"
Styl aplikace je, podle jejích tvůrců, založen tzv. Hipstamatic 100, levném plastovém analogovém fotografickém aparátu. Podle společnosti Synthetic, která Hipstamatic distribuovala, byl fotoaparát vyvinut na počátku 80. let 20. století Brucem a Winstonem Dorbowski, ale kvůli komerčnímu neúspěchu se prodalo méně než 200 kusů.
Podle zpráv uveřejněných na pocket-lint.com Libby Plummer konstatovala, že příběh plastikového Hipstamaticu 100 může být vydařená virální reklama, poněvadž se jí nepodařilo na internetu nikde najít žádné informace či zdroje potvrzující existenci fotoaparátu kromě materiálu napsaného firmou Synthetic.
V prosinci 2010 noviny Wausau City Pages wisconsinského města Wausau otiskly zprávu, že příběh vypadá jako mýtus, jelikož se novinářům nepodařilo ověřit jakékoliv informace o příběhu bratrů Dorbowských v místních archivech.

### Aplikace Hipstamatic
Aplikace se těší výrazně většímu úspěchu než jeho domnělý umělohmotný předchůdce, do listopadu 2010 bylo prodáno 1,4 milionu kopií. Publicitu získal poté, co si jej zvolil fotograf magazínu New York Times Damon Winter a použil jej k ilustraci příběhu na titulní stranu o válce v Afghánistánu. Winterovy fotografie získaly třetí místo v mezinárodní fotožurnalistické soutěži Snímek roku (Pictures of the Year International photojournalism competition).

## Galerie

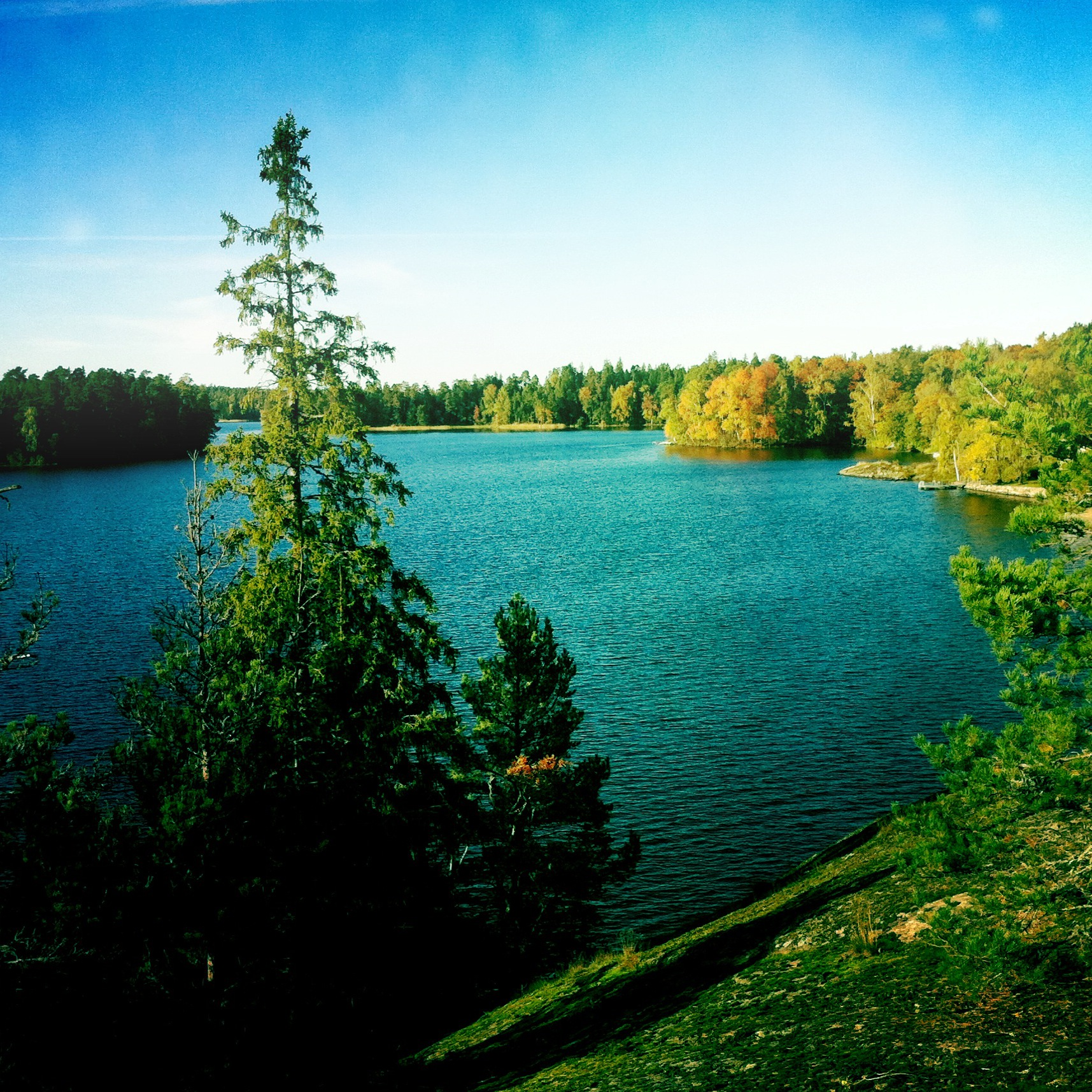
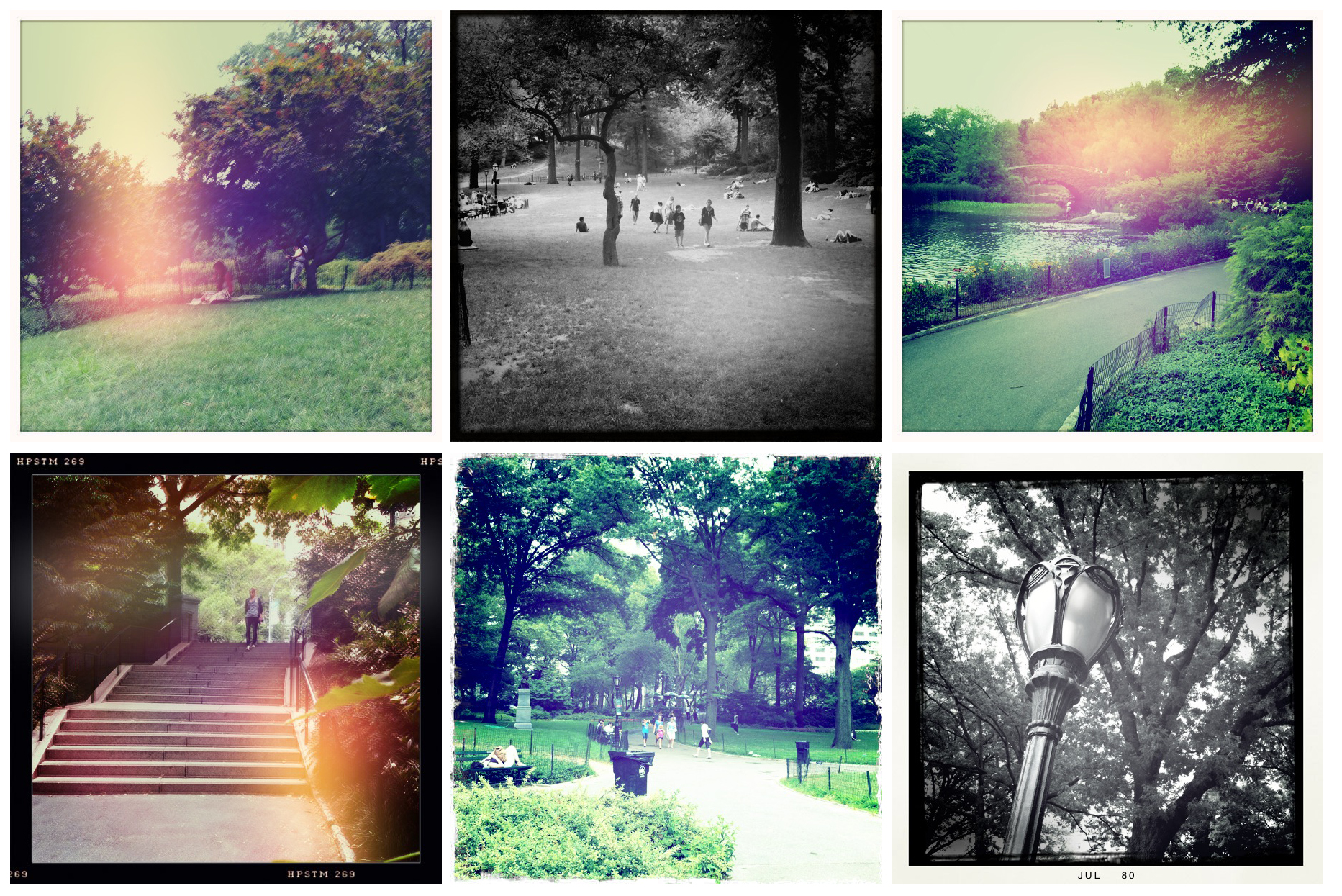
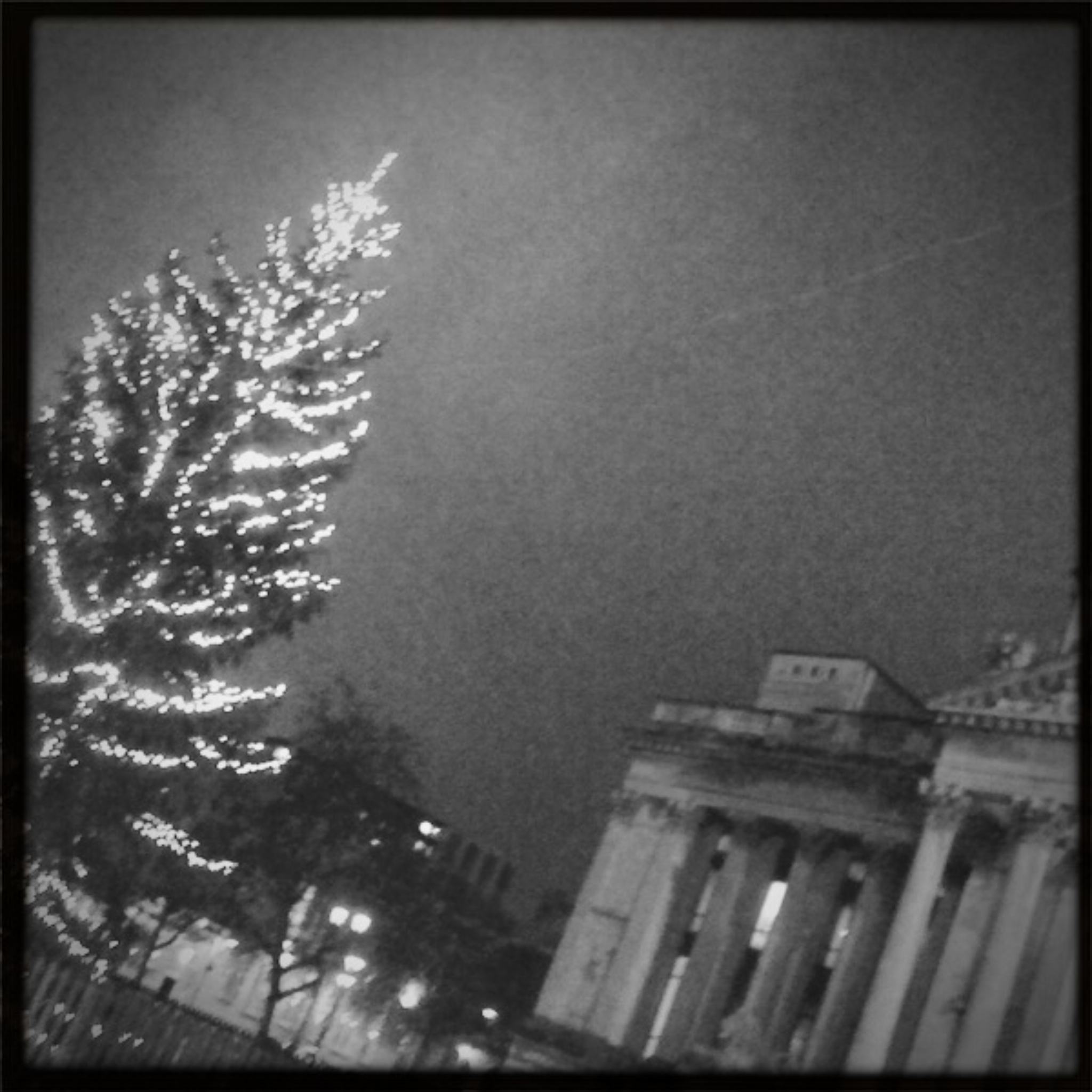
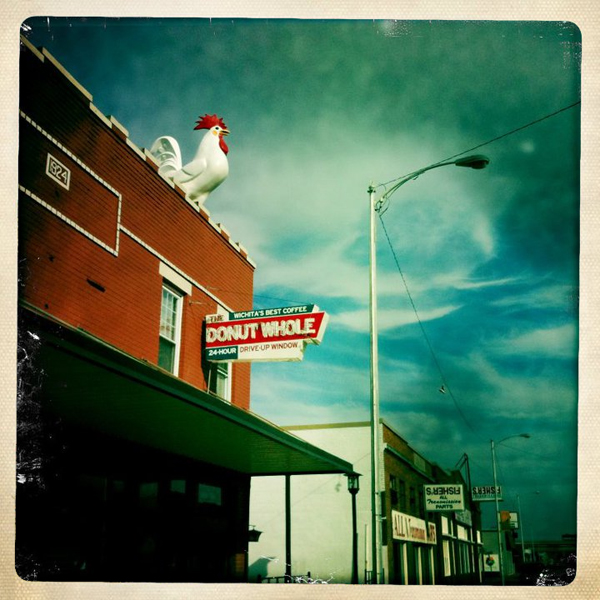
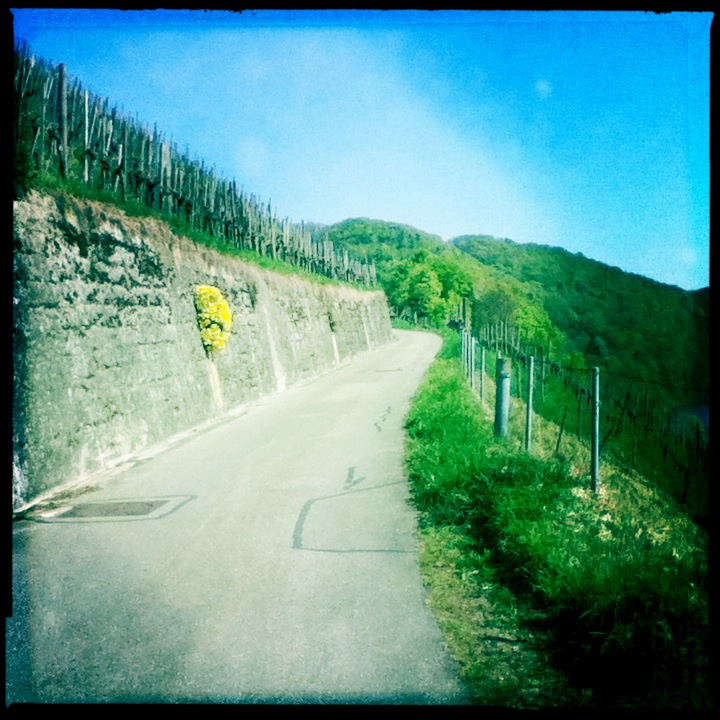
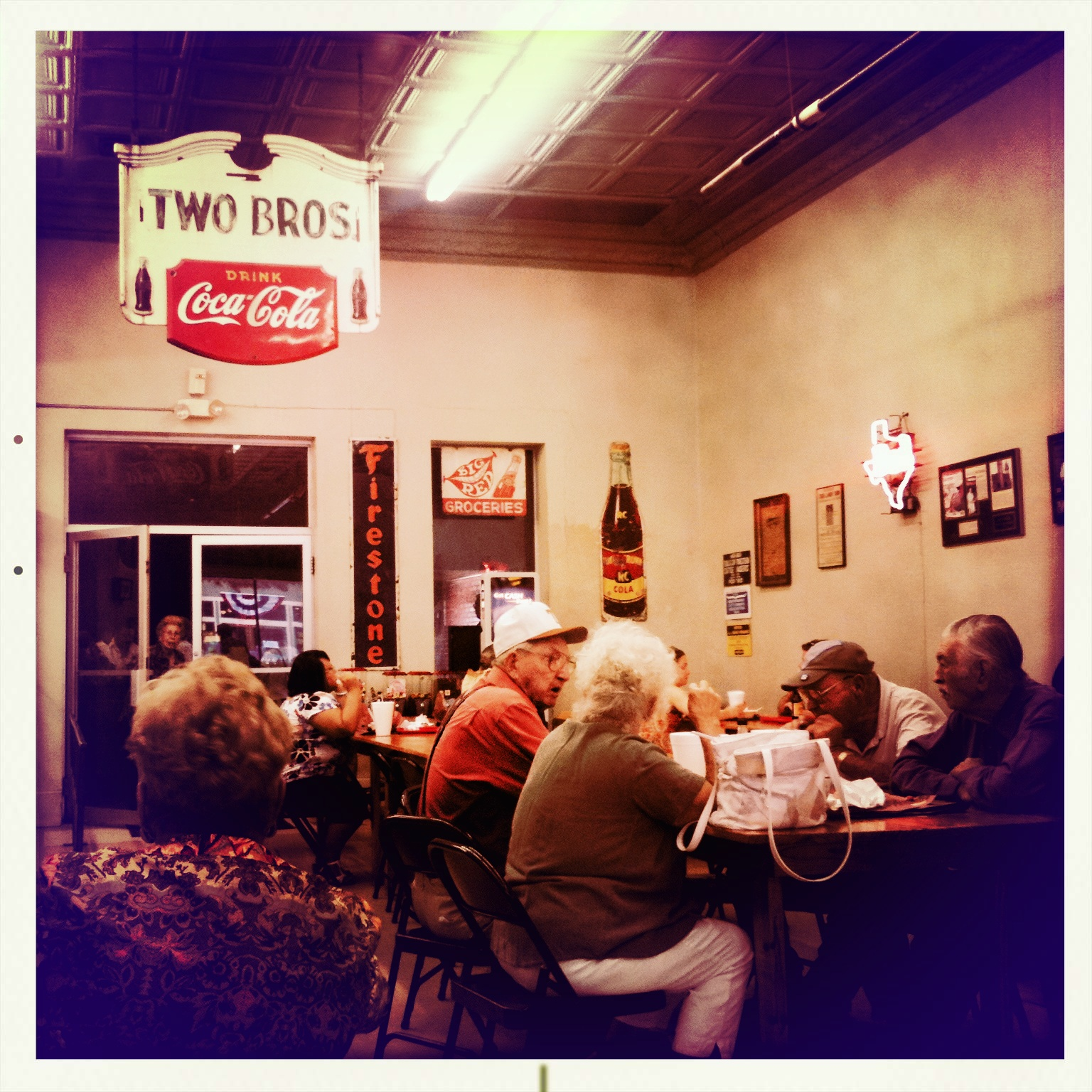
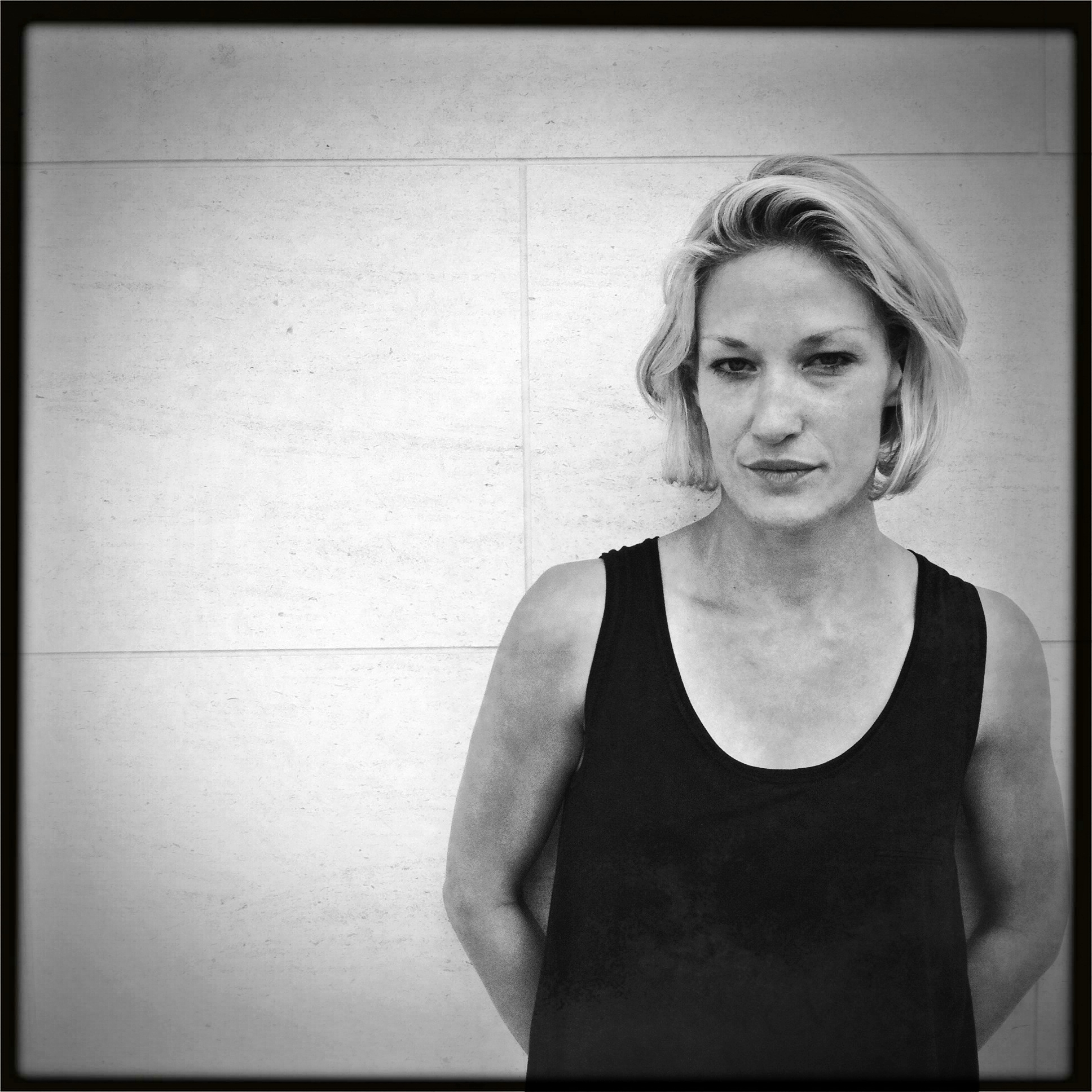
François Besch
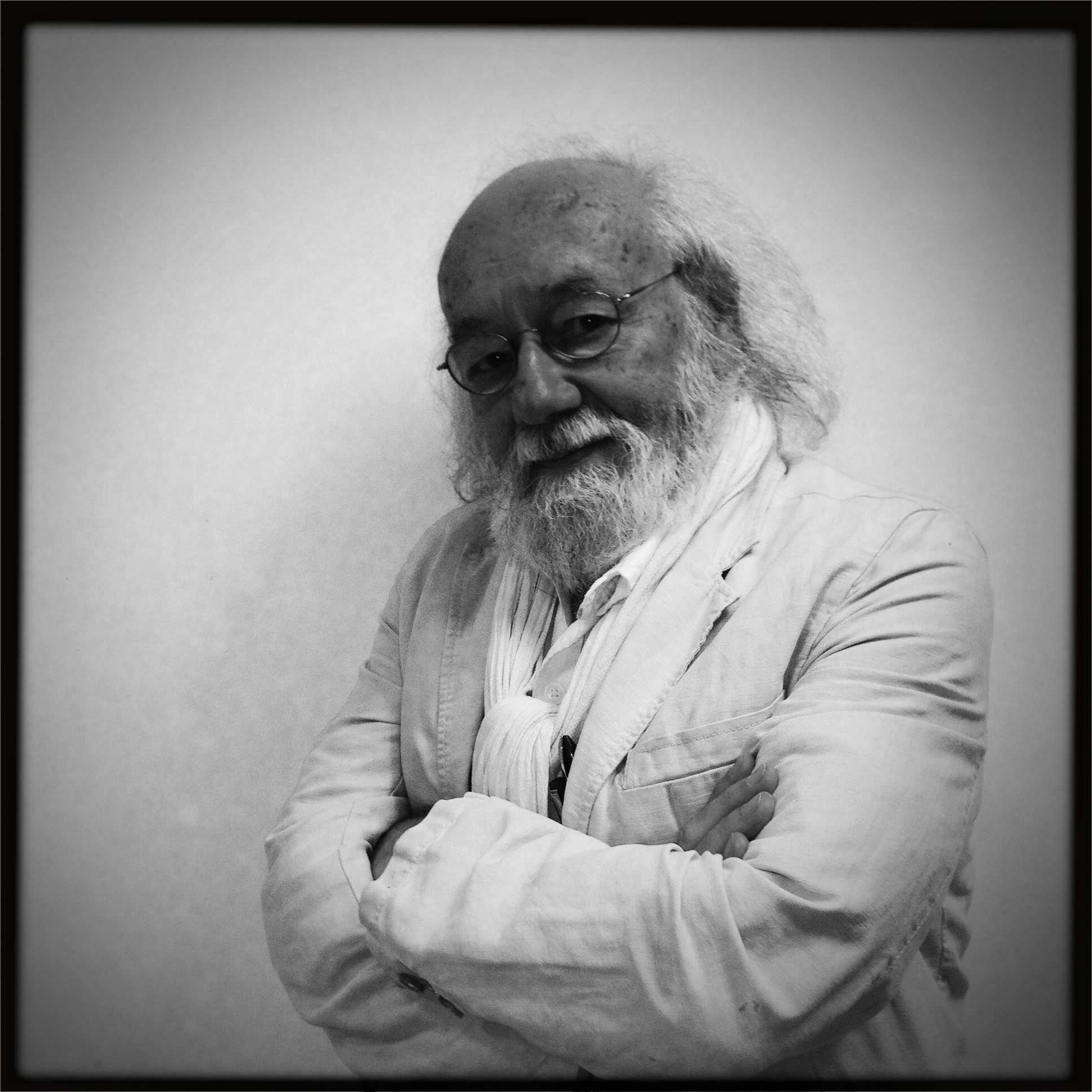
François Besch
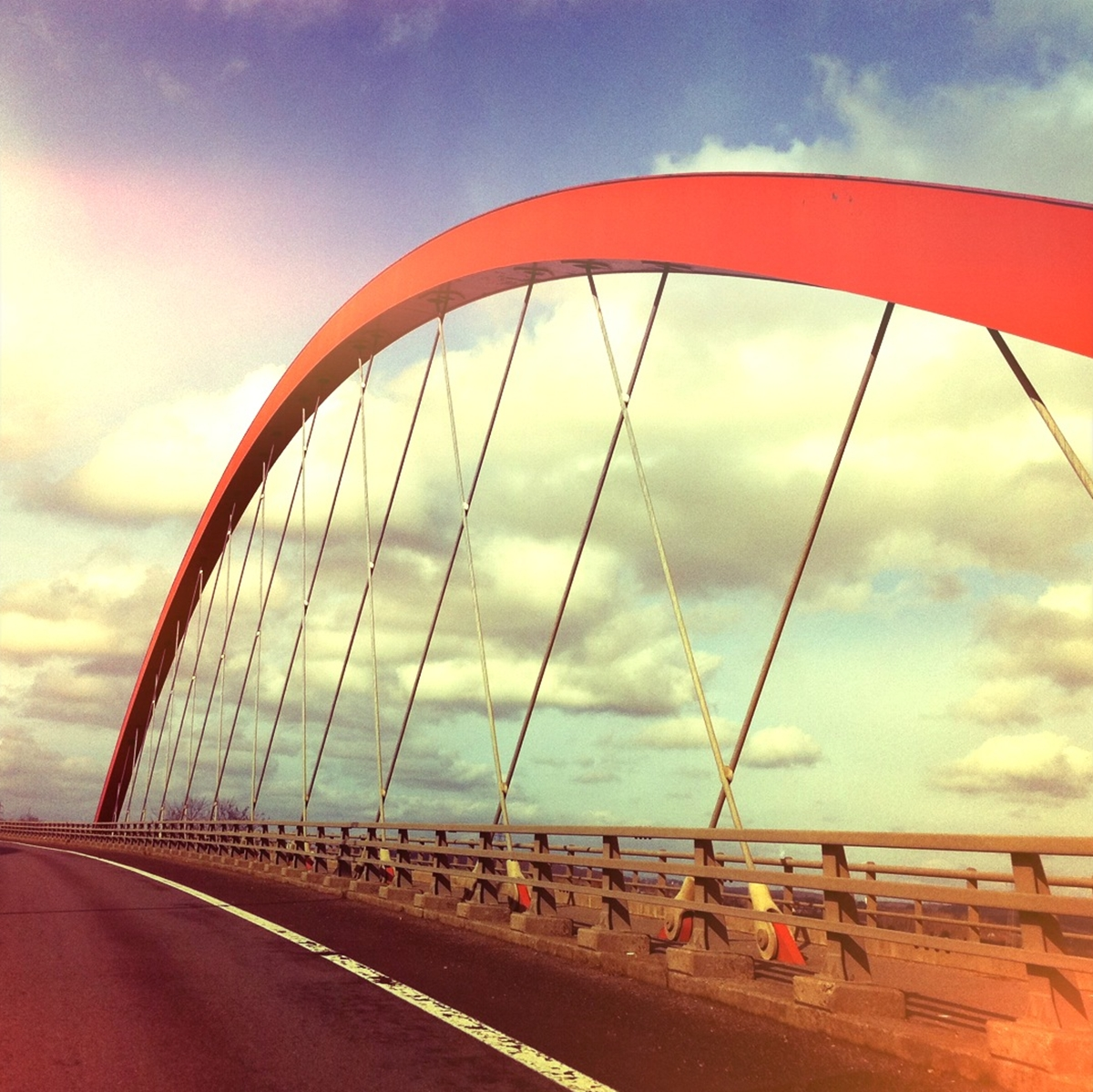
François Besch
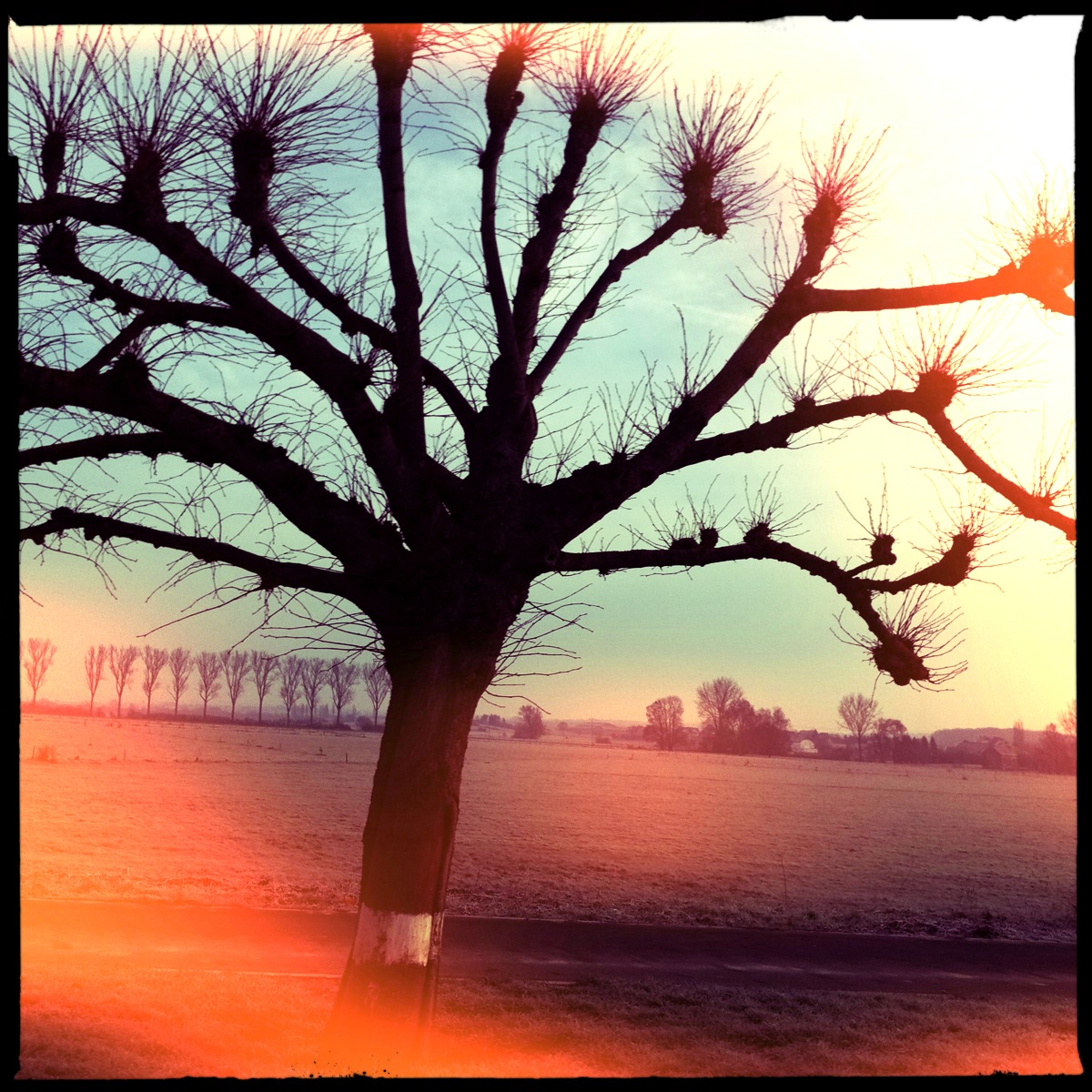
François Besch